# Terp

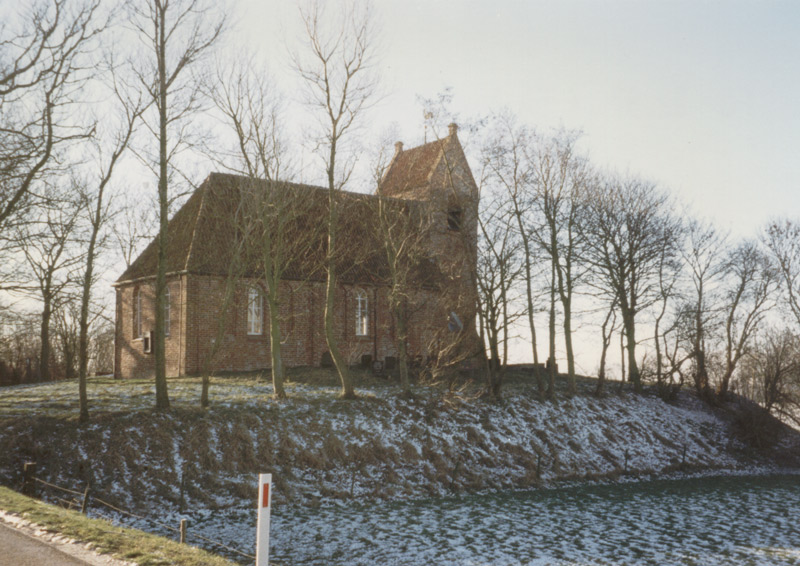
Oostums kyrka (Winsum kommun) på en delvis avgrävd terp.

Terp, wierde eller varft är människogjorda byhöjder i kustlandet kring Nordsjön. Att bygga dessa har förekommit sedan järnåldern. De förekommer bland annat på flera av de Nordfrisiska öarna i Nordtyskland.
Redan Plinius den äldre beskrev hur chaukerna bodde på självgjorda höjder i det trädlösa området mellan hav och land som dagligen två gånger översköljdes av tidvatten.